# Serie A 2005-2006 (rugby a 15)
La serie A 2005-06 fu il 72º campionato di seconda divisione di rugby a 15 in Italia.
Si tenne dal 25 settembre 2005 al 21 maggio 2006 tra 24 squadre divise in due gironi paritetici da 12 squadre ciascuno, le prime due classificate di ciascuno dei quali si contesero la promozione nel Super 10.
La formula prevedeva che le prime due classificate di ogni girone si incontrassero nei playoff (la prima di un girone contro la seconda dell'altro in doppio incontro, con la prima gara in casa della seconda classificata) e le vincenti di tale confronto si incontrassero nella finale promozione in gara unica.
A vincere i due gironi furono le concittadine Rugby Roma e Capitolina; alle loro spalle due franchise, rispettivamente i bresciani del Leonessa e i pratesi I Cavalieri.
Le due squadre della Capitale dominarono anche le semifinali: Capitolina batté il Leonessa con ampio margine in entrambe le gare, mentre invece Roma perse l'andata a Prato per poi ribaltare il risultato al Tre Fontane.
La finale, tenutasi allo stadio Flaminio, vide la Capitolina riscattare la sconfitta nel campionato precedente e prevalere 20-9 sui "cugini" conquistando così la sua prima promozione in Super 10.
A retrocedere in serie B furono il CUS Padova, il Sannio e il Livorno, mentre invece il Bologna fu escluso dal torneo e messo fuori classifica.
Il club felsineo, infatti, in piena crisi societaria e con giocatori senza stipendio, riuscì ad arrivare alla quintultima giornata di campionato a pieno organico anche se con un solo pareggio all'attivo e tutte sconfitte; ma a Mogliano Veneto la squadra, già presentatasi in quattordici elementi, rimase in otto per abbandono del campo di sei giocatori, successivamente squalificati per un mese e mezzo e l'arbitrò dichiarò terminata la partita, successivamente omologata con il punteggio di 8-0 per i veneti.
Nelle ultime tre partite il Bologna non si presentò in campo e il giudice sportivo ne decretò l'esclusione dal campionato con conseguente eliminazione dalla classifica di tutti i risultati conseguiti contro di esso.

## Squadre partecipanti

### Girone A
| Club       | Sponsor     | Città                  | Impianto interno          |
| ---------- | ----------- | ---------------------- | ------------------------- |
| Benevento  | Antares     | Benevento              | Stadio Pacevecchia        |
| Colorno    |             | Colorno                | Stadio Maini              |
| CUS Padova |             | Padova                 | Impianti sportivi Piovego |
| Frascati   |             | Frascati               | Stadio di Cocciano        |
| Leonessa   | ADMO        | Brescia                | Stadio Invernici          |
| Modena     |             | Modena                 | Stadio Collegarola        |
| Partenope  |             | Napoli                 | Stadio Collana            |
| Pro Recco  |             | Recco                  | Stadio Androne            |
| Rugby Roma | Futura Park | Roma                   | Stadio Tre Fontane        |
| Sannio     | IVPC        | San Giorgio del Sannio |                           |
| Segni      |             | Segni                  |                           |
| Udine      | Hafro       | Udine                  | Stadio Gerli              |

### Girone B
| Club            | Sponsor     | Città           | Impianto interno     |
| --------------- | ----------- | --------------- | -------------------- |
| Amatori Alghero | Terra Sarda | Alghero         | Stadio Maria Pia     |
| Bologna         |             | Bologna         | Stadio Arcoveggio    |
| Brescia         |             | Brescia         | Stadio Invernici     |
| Capitolina      | HDI         | Roma            | Campo dell'Unione    |
| CUS Firenze     | Giunti      | Firenze         | C.S. Padovani        |
| CUS Verona      |             | Verona          | C.S. Gavagnin-Nocini |
| I Cavalieri     | CONSIAG     | Prato           | Stadio Chersoni      |
| Lazio&Primavera | net.com     | Roma            | C.S. Giulio Onesti   |
| Livorno         |             | Livorno         | Stadio Montano       |
| Lyons           |             | Piacenza        | Stadio Beltrametti   |
| Piacenza        |             | Piacenza        | Stadio Beltrametti   |
| San Marco       | Marchiol    | Mogliano Veneto | Stadio Quaggia       |

## Formula
Nella stagione regolare le 24 squadre furono ripartite su due gironi all'italiana da 12 squadre ciascuno, in ognuno dei quali esse si incontrarono con gare di andata e ritorno.
Al termine della prima fase, le vincitrici dei due gironi s'incontrarono in partita di andata e ritorno per determinare la squadra promossa in Super 10 per la stagione successiva.
Le ultime due classificate di ciascuno dei due gironi retrocedettero in serie B.
Fece eccezione a tale regola il Bologna che, escluso dal campionato, fu assegnato alla serie C.

## Stagione regolare

### Girone A
| 25-9-2005  | 1ª/12ª giornata         | 18-12-2005 |
| ---------- | ----------------------- | ---------- |
| 19-13      | Colorno - Modena        | 13-13      |
| 55-0       | Rugby Roma - CUS Padova | 56-6       |
| 28-6       | Pro Recco - Udine       | 23-30      |
| 36-22      | Segni - Partenope       | 22-7       |
| 14-24      | Sannio - Frascati       | 8-54       |
| 22-16      | Leonessa - Benevento    | 16-10      |
|            |                         |            |
| 16-10-2005 | 4ª/15ª giornata         | 22-1-2006  |
| 13-6       | Partenope - CUS Padova  | 15-23      |
| 15-28      | Frascati - Udine        | 13-37      |
| 32-38      | Benevento - Segni       | 38-24      |
| 60-11      | Modena - Sannio         | 24-9       |
| 31-15      | Colorno - Pro Recco     | 20-15      |
| 12-12      | Leonessa - Rugby Roma   | 23-27      |
|            |                         |            |
| 6-11-2005  | 7ª/18ª giornata         | 26-3-2006  |
| 6-29       | Partenope - Benevento   | 23-44      |
| 6-30       | CUS Padova - Leonessa   | 16-57      |
| 7-21       | Udine - Colorno         | 8-15       |
| 49-12      | Rugby Roma - Segni      | 16-5       |
| 27-30      | Sannio - Pro Recco      | 11-37      |
| 16-15      | Frascati - Modena       | 15-34      |
|            |                         |            |
| 4-12-2005  | 10ª/21ª giornata        | 9-4-2006   |
| 13-16      | Colorno - Leonessa      | 20-22      |
| 0-37       | Pro Recco - Rugby Roma  | 5-61       |
| 18-12      | Modena - Benevento      | 3-39       |
| 25-5       | Frascati - Partenope    | 10-53      |
| 10-35      | Sannio - Segni          | 14-59      |
| 21-7       | Udine - CUS Padova      | 29-23      |

| 2-10-2005  | 2ª/13ª giornata        | 8-1-2006  |
| ---------- | ---------------------- | --------- |
| 9-39       | Partenope - Leonessa   | 0-44      |
| 26-33      | Frascati - Colorno     | 12-53     |
| 3-28       | Benevento - Rugby Roma | 21-26     |
| 21-21      | Modena - Pro Recco     | 17-12     |
| 61-7       | Udine - Sannio         | 13-23     |
| 10-6       | CUS Padova - Segni     | 6-22      |
|            |                        |           |
| 23-10-2005 | 5ª/16ª giornata        | 19-2-2006 |
| 13-13      | Segni - Colorno        | 3-14      |
| 28-5       | Rugby Roma - Frascati  | 37-7      |
| 25-7       | Pro Recco - Partenope  | 26-20     |
| 8-21       | CUS Padova - Modena    | 35-18     |
| 6-13       | Udine - Benevento      | 6-0       |
| 59-17      | Leonessa - Sannio      | 60-0      |
|            |                        |           |
| 13-11-2005 | 8ª/19ª giornata        | 2-4-2006  |
| 24-17      | Segni - Udine          | 10-21     |
| 35-14      | Sannio - CUS Padova    | 14-35     |
| 15-19      | Pro Recco - Benevento  | 6-40      |
| 12-47      | Modena - Rugby Roma    | 15-46     |
| 54-16      | Leonessa - Frascati    | 45-13     |
| 59-19      | Colorno - Partenope    | 14-7      |
|            |                        |           |
| 11-12-2005 | 11ª/22ª giornata       | 30-4-2006 |
| 29-14      | Segni - Frascati       | 25-24     |
| 38-17      | Leonessa - Modena      | 38-20     |
| 18-16      | Benevento - Colorno    | 15-49     |
| 62-12      | Rugby Roma - Udine     | 31-12     |
| 15-39      | CUS Padova - Pro Recco | 12-28     |
| 10-0       | Partenope - Sannio     | 35-5      |

| 9-10-2005  | 3ª/14ª giornata        | 15-1-2006 |
| ---------- | ---------------------- | --------- |
| 15-27      | Segni - Leonessa       | 13-37     |
| 10-29      | Sannio - Colorno       | 7-50      |
| 53-10      | Rugby Roma - Partenope | 40-3      |
| 34-7       | Pro Recco - Frascati   | 24-32     |
| 32-11      | Udine - Modena         | 6-34      |
| 18-29      | CUS Padova - Benevento | 23-53     |
|            |                        |           |
| 30-10-2005 | 6ª/17ª giornata        | 5-3-2006  |
| 36-18      | Benevento - Sannio     | 48-10     |
| 31-24      | Modena - Segni         | 6-17      |
| 49-28      | Frascati - CUS Padova  | 24-23     |
| 45-9       | Leonessa - Pro Recco   | 44-12     |
| 15-11      | Colorno - Rugby Roma   | 16-39     |
| 13-16      | Partenope - Udine      | 5-18      |
|            |                        |           |
| 27-11-2005 | 9ª/20ª giornata        | 9-4-2006  |
| 11-28      | Udine - Leonessa       | 7-59      |
| 17-11      | Benevento - Frascati   | 22-19     |
| 19-19      | Partenope - Modena     | 17-16     |
| 14-10      | Segni - Pro Recco      | 6-20      |
| 3-45       | CUS Padova - Colorno   | 22-29     |
| 83-31      | Rugby Roma - Sannio    | 66-19     |

#### Classifica
|  |     | Squadra    | G  | V  | N | P  | PF  | PS  | P±   | B  | Pen | Pt  |
|  | --- | ---------- | -- | -- | - | -- | --- | --- | ---- | -- | --- | --- |
|  | 1.  | Rugby Roma | 22 | 20 | 1 | 1  | 910 | 244 | 666  | 20 | 0   | 102 |
|  | 2.  | Leonessa   | 22 | 20 | 1 | 1  | 815 | 279 | 536  | 17 | 0   | 99  |
|  | 3.  | Colorno    | 22 | 16 | 2 | 4  | 587 | 314 | 273  | 12 | 0   | 80  |
|  | 4.  | Benevento  | 22 | 15 | 0 | 7  | 593 | 409 | 184  | 11 | 4   | 67  |
|  | 5.  | Udine      | 22 | 10 | 0 | 12 | 412 | 504 | −92  | 14 | 0   | 54  |
|  | 6.  | Segni      | 22 | 11 | 1 | 10 | 452 | 438 | 14   | 10 | 4   | 52  |
|  | 7.  | Pro Recco  | 22 | 9  | 1 | 12 | 434 | 522 | −88  | 11 | 0   | 49  |
|  | 8.  | Modena     | 22 | 8  | 3 | 11 | 438 | 494 | −56  | 7  | 0   | 45  |
|  | 9.  | Frascati   | 22 | 7  | 0 | 15 | 431 | 646 | −215 | 8  | 0   | 36  |
|  | 10. | Partenope  | 22 | 5  | 1 | 16 | 318 | 569 | −251 | 6  | 0   | 28  |
|  | 11. | CUS Padova | 22 | 4  | 0 | 18 | 339 | 688 | −349 | 8  | 0   | 24  |
|  | 12. | Sannio     | 22 | 2  | 0 | 20 | 300 | 922 | −622 | 0  | 4   | 4   |

### Girone B
| 25-9-2005  | 1ª/12ª giornata               | 18-12-2005 |
| ---------- | ----------------------------- | ---------- |
| 47-0       | Capitolina - Livorno          | 62-8       |
| 6-44       | Bologna—Lyons                 | 13-29      |
| 53-10      | Piacenza - CUS Firenze        | 10-32      |
| 49-5       | I Cavalieri - Lazio&Primavera | 25-33      |
| 34-35      | CUS Verona - Brescia          | 12-49      |
| 30-24      | Alghero - San Marco           | 8-27       |
|            |                               |            |
| 16-10-2005 | 4ª/15ª giornata               | 22-1-2006  |
| 55-12      | Capitolina - I Cavalieri      | 53-7       |
| 10-10      | Bologna - CUS Verona          | 15-38      |
| 25-31      | San Marco - Piacenza          | 8-25       |
| 23-19      | Livorno - Lazio&Primavera     | 20-40      |
| 16-32      | Lyons - Brescia               | 20-15      |
| 10-9       | Alghero - CUS Firenze         | 19-27      |
|            |                               |            |
| 6-11-2005  | 7ª/18ª giornata               | 26-3-2006  |
| 20-13      | Piacenza - Lyons              | 27-3       |
| 13-33      | Lazio&Primavera - Brescia     | 18-37      |
| 10-26      | Livorno - San Marco           | 16-27      |
| 3-17       | CUS Verona - I Cavalieri      | 24-41      |
| 27-23      | CUS Firenze - Bologna         | 46-3       |
| 3-44       | Alghero - Capitolina          | 7-55       |
|            |                               |            |
| 4-12-2005  | 10ª/21ª giornata              | 9-4-2006   |
| 12-17      | Brescia - Piacenza            | 13-13      |
| 12-12      | Bologna - Livorno             | 0-6        |
| 13-20      | Lazio&Primavera - San Marco   | 33-30      |
| 29-19      | I Cavalieri - Alghero         | 42-20      |
| 19-12      | CUS Verona - CUS Firenze      | 22-45      |
| 12-62      | Lyons - Capitolina            | 0-115      |

| 2-10-2005  | 2ª/13ª giornata              | 8-1-2006  |
| ---------- | ---------------------------- | --------- |
| 18-23      | Brescia - I Cavalieri        | 24-29     |
| 15-25      | Bologna - Piacenza           | 0-45      |
| 0-23       | Lazio&Primavera - CUS Verona | 23-19     |
| 7-47       | San Marco - Capitolina       | 7-38      |
| 12-17      | Livorno - Alghero            | 10-32     |
| 24-20      | Lyons - CUS Firenze          | 12-18     |
|            |                              |           |
| 23-10-2005 | 5ª/16ª giornata              | 19-2-2006 |
| 18-17      | Brescia - Bologna            | 21-16     |
| 14-10      | Piacenza - Alghero           | 21-28     |
| 13-43      | Lazio&Primavera - Capitolina | 0-28      |
| 39-0       | I Cavalieri - Livorno        | 40-20     |
| 18-19      | CUS Verona - Lyons           | 15-18     |
| 36-19      | CUS Firenze - San Marco      | 19-24     |
|            |                              |           |
| 13-11-2005 | 8ª/19ª giornata              | 2-4-2006  |
| 28-36      | Brescia - Capitolina         | 13-37     |
| 10-48      | Bologna - San Marco          | 0-8       |
| 31-32      | Lazio&Primavera - Piacenza   | 7-47      |
| 35-18      | I Cavalieri - CUS Firenze    | 9-9       |
| 42-31      | CUS Verona - Livorno         | 34-10     |
| 28-12      | Lyons - Alghero              | 10-15     |
|            |                              |           |
| 11-12-2005 | 11ª/22ª giornata             | 30-4-2006 |
| 55-12      | Capitolina - Bologna         | 6-0       |
| 14-13      | Piacenza - CUS Verona        | 31-13     |
| 32-5       | San Marco - I Cavalieri      | 0-18      |
| 31-12      | Livorno - Lyons              | 26-42     |
| 29-23      | CUS Firenze - Brescia        | 15-25     |
| 44-24      | Alghero - Lazio&Primavera    | 19-34     |

| 9-10-2005  | 3ª/14ª giornata               | 15-1-2006 |
| ---------- | ----------------------------- | --------- |
| 25-19      | Brescia - San Marco           | 33-32     |
| 6-32       | Piacenza - Capitolina         | 17-46     |
| 15-10      | Lazio&Primavera - Bologna     | 27-26     |
| 26-17      | I Cavalieri - Lyons           | 21-13     |
| 8-26       | CUS Verona - Alghero          | 24-32     |
| 0-6.       | CUS Firenze - Livorno         | 21-13     |
|            |                               |           |
| 30-10-2005 | 6ª/17ª giornata               | 5-3-2006  |
| 64-15      | Capitolina - CUS Firenze      | 43-10     |
| 14-49      | Bologna - I Cavalieri         | 7-36      |
| 37-3       | Piacenza - Livorno            | 27-5      |
| 42-3       | San Marco - CUS Verona        | 13-20     |
| 36-6       | Lyons - Lazio&Primavera       | 15-25     |
| 18-16      | Alghero - Brescia             | 17-31     |
|            |                               |           |
| 27-11-2005 | 9ª/20ª giornata               | 9-4-2006  |
| 64-3       | Capitolina - CUS Verona       | 53-5      |
| 11-10      | Piacenza - I Cavalieri        | 16-31     |
| 20-13      | San Marco - Lyons             | 39-14     |
| 8-13       | Livorno - Brescia             | 14-78     |
| 47-10      | CUS Firenze - Lazio&Primavera | 28-31     |
| 24-13      | Alghero - Bologna             | 6-0       |

#### Classifica
|  |     | Squadra         | G  | V  | N | P  | PF   | PS  | P±   | B  | Pen | Pt  |
|  | --- | --------------- | -- | -- | - | -- | ---- | --- | ---- | -- | --- | --- |
|  | 1.  | Capitolina      | 20 | 20 | 0 | 0  | 1024 | 173 | 851  | 20 | 0   | 100 |
|  | 2.  | I Cavalieri     | 20 | 14 | 1 | 5  | 508  | 390 | 118  | 20 | 0   | 78  |
|  | 3.  | Piacenza        | 20 | 14 | 1 | 5  | 469  | 345 | 124  | 17 | 0   | 75  |
|  | 4.  | Brescia         | 20 | 11 | 1 | 8  | 553  | 420 | 133  | 12 | 0   | 58  |
|  | 5.  | San Marco       | 20 | 9  | 0 | 11 | 441  | 437 | 4    | 16 | 0   | 52  |
|  | 6.  | Amatori Alghero | 20 | 10 | 0 | 10 | 387  | 489 | −102 | 7  | 4   | 43  |
|  | 7.  | CUS Firenze     | 20 | 8  | 1 | 11 | 447  | 485 | −38  | 9  | 4   | 39  |
|  | 8.  | Lazio&Primavera | 20 | 7  | 0 | 13 | 378  | 618 | −240 | 8  | 0   | 36  |
|  | 9.  | Lyons           | 20 | 7  | 0 | 13 | 338  | 563 | −225 | 7  | 0   | 35  |
|  | 10. | CUS Verona      | 20 | 5  | 0 | 15 | 354  | 575 | −221 | 11 | 0   | 31  |
|  | 11. | Livorno         | 20 | 3  | 0 | 17 | 280  | 682 | −402 | 5  | 0   | 17  |
|  | 12. | Bologna         | 0  | 0  | 0 | 0  | 0    | 0   | 0    | 0  | 0   | 0   |

## Fase aplay-off
|  | Semifinali | Semifinali  | Semifinali | Semifinali | Semifinali |  |  | Finale     | Finale     | Finale |  |
|  |            |             |            |            |            |  |  |            |            |        |  |
|  | B2         | I Cavalieri | 13         | 15         | 28         |  |  |            |            |        |  |
|  | A1         | Rugby Roma  | 3          | 32         | 35         |  |  | Rugby Roma | Rugby Roma | 9      |  |
|  | A2         | Leonessa    | 13         | 6          | 19         |  |  | Capitolina | Capitolina | 20     |  |
|  | B1         | Capitolina  | 43         | 28         | 71         |  |  |            |            |        |  |

### Semifinali
| Arbitro: | Falzone (Padova) |

|                 |      |                                                                 |
| Burton 80+1’    | mt   | 15’, 50’ Camardón 25’ M. Sepe 42’, 60’ Caffaratti 67’ Iturralde |
| Burton 80+1’    | tr   | Iturralde 15’, 25’, 50’, 60’ Camardón 67’                       |
| Burton 16’, 25’ | c.p. | 8’ Iturralde                                                    |

| Arbitro: | Rebuschi (Rovigo) |

|                     |      |               |
| Vezzosi 22’         | mt   |               |
| Tomaghelli 22’      | tr   |               |
| Tomaghelli 15’, 57’ | c.p. | 20’ Casasanta |

| Arbitro: | Cason (Treviso) |

|                                                        |      |                 |
| de Gregori 11’ Camardón 37’ Henwood 54’ Rebecchini 61’ | mt   |                 |
| Iturralde 11’, 37’, 54’, 61’                           | tr   |                 |
|                                                        | c.p. | 27’, 50’ Burton |

| Arbitro: | Damasco (Napoli) |

|                                    |      |                            |
| Corona 8’, 74’ L. Persico 42’, 63’ | mt   | 42’ Carlesi 67’ Tomaghelli |
| Tapuai 42’ Casasanta 63’, 74’      | tr   | 67’ Tomaghelli             |
| Tapuai 6’ Casasanta 55’            | c.p. |                            |
|                                    | drop | 44’ Tomaghelli             |

### Finale
| Arbitro: | Vancini (Milano) |

|                         |      |                                          |
|                         | mt   | 18’ Caffaretti 35’ M. Sepe 61’ Murazzani |
|                         | tr   | 18’ Iturralde                            |
| Casasanta 39’, 52’, 66’ | c.p. | 80’ Iturralde                            |

## Verdetti
- Capitolina: Campione d'Italia Serie A, promossa in Super 10
- CUS Padova, Sannio e Livorno: retrocesse in Serie B
- Bologna: esclusa dal campionato per tre rinunce e assegnata al campionato di Serie C